# Еврот
Еврот (на гръцки: Εὐρώτας, Eurotas) е в древногръцката митология легендарен цар на Древна Спарта през 15 век пр.н.е.
Син е на Милес и Теледика, и внук на Лелекс и наядата Клеохарея.
Жени се за Клета и е баща на Спарта. След смъртта на баща му той поема владетелството над Спарта и Лакония. Той строи канал към морето, за да пресуши лаконската равнина. След това останала една река, която назовава на себе си Евротас.
Понеже няма син, на трона го последва Лакедемон, съпругът на дъщеря му.
Вероятно първо е речният бог Еврот.